# Transports dans le Gard
Les transports dans le département français du Gard sont caractérisés par le dense réseau d'infrastructures composant le vaste système de communications entre la plaine languedocienne au sud-ouest, la vallée du Rhône au nord et la Provence au sud-est, dans ce que certains auteurs qualifient de carrefour du Bas-Rhône et que le Gard partage avec l'ouest des départements du Vaucluse et des Bouches-du-Rhône. Les autoroutes (A9 et A54), les voies ferrées (ligne de Tarascon à Sète-Ville, ligne de Givors-Canal à Grezan, et plus récemment LGV Méditerranée) et les voies d'eau (Rhône et canal du Rhône à Sète) forment de multiples nœuds à l'intérieur de ce vaste ensemble.
Le nord et le nord-ouest du département en revanche, et en particulier la région du Vigan, apparaissent relativement isolés. Si l'axe Alès-Nîmes est relativement bien équipé, il n'existe pas d'autre axe important de transport sortant de la capitale des Cévennes.

## Transport routier

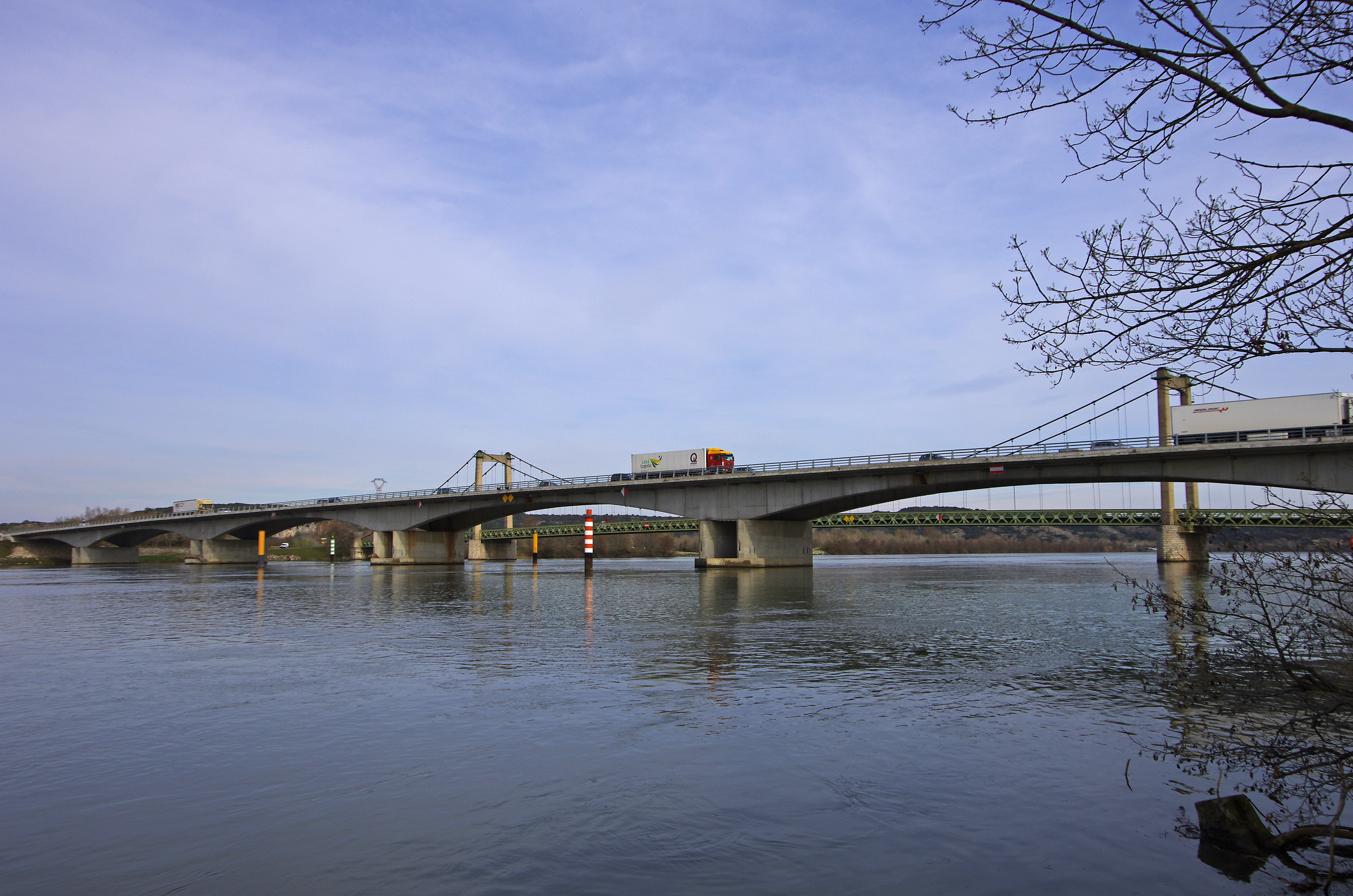
Pont de l'autoroute A9 sur le Rhône, près de Roquemaure.

### Infrastructures routières
Le principal axe routier du département est l'autoroute A9, qui se sépare de l'autoroute A7 parcourant la vallée du Rhône près d'Orange. À Nîmes, elle reçoit l'autoroute A54 provenant de la Provence : à partir de ce point, l'A9 supporte entre Nîmes et Montpellier un lourd trafic interurbain, qui dépasse les 90 000 véhicules/jour. Au regard de la saturation des autoroutes dans cette région, l'État a conservé dans le réseau routier national, chose rare, des tronçons de routes nationales pourtant doublés par des autoroutes : la route nationale 86, la route nationale 100, la route nationale 113 et la route nationale 580. 
Le seul axe important en-dehors de la vallée du Rhône et de la plaine languedocienne est la route nationale 106, qui relie Nîmes à l'autoroute A75 vers Clermont-Ferrand. Si celle-ci supporte un trafic dense de 29 000 véhicules/jour et est en grand partie aménagée à 2x2 voies jusqu'à Alès, elle devient ensuite une simple route de moyenne montagne, dont le trafic est inférieur à 3 000 véhicules/jour à la limite de la Lozère.

### Transport collectif de voyageurs
Le Gard est desservi par le réseau régional de transport routier liO, qui exploite une vingtaine de lignes régulières dans le département.

## Transport ferroviaire

### Historique

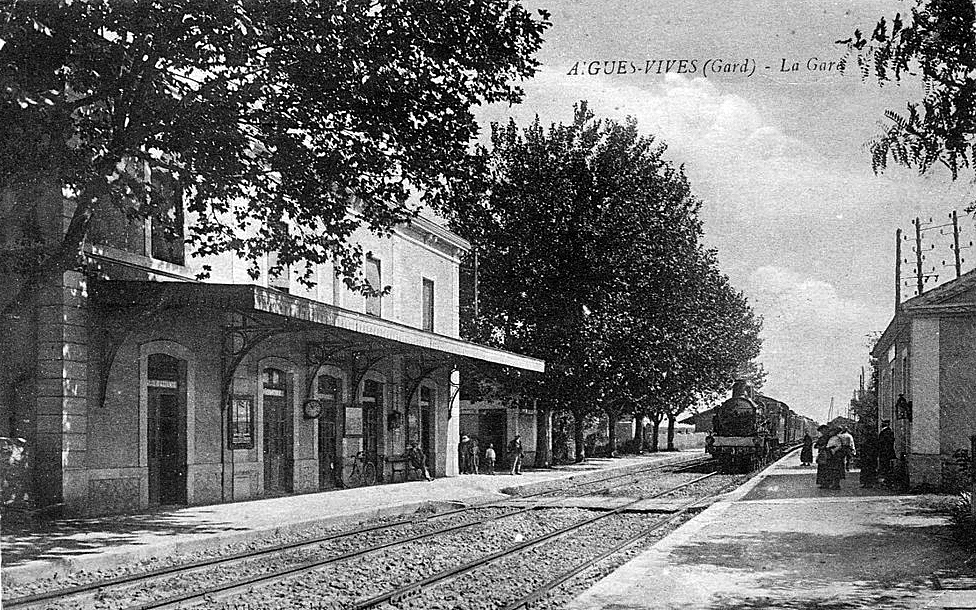
La gare d'Aigues-Vives vers 1900.

La première ligne de chemin de fer a ouvert dans le département en 1840, entre Beaucaire et Alès par Nîmes-Courbessac ; cette ligne, destinée à relier les mines de charbon des Cévennes au Rhône, est prolongée l'année suivante jusqu'à La Levade. En 1845, un chemin de fer est ouvert de Nîmes à Montpellier, formant avec le tronçon Beaucaire-Nîmes déjà ouvert la ligne de Tarascon à Sète-Ville, qui deviendra la principale ligne de chemin de fer du département.
Après la fusion des compagnies primitives (Compagnie des mines de la Grand'Combe et des chemins de fer du Gard, Compagnie fermière du chemin de fer de Montpellier à Nîmes…) en 1852 puis 1857, le réseau d’intérêt général a été développé dans le département par la Compagnie des chemins de fer de Paris à Lyon et à la Méditerranée (PLM). À la veille de la Première Guerre mondiale, le chemin de fer d’intérêt général atteignait la plupart des villes et bourgs du département, dont Aigues-Mortes, Alès, Aramon, Bagnols-sur-Cèze, Beaucaire, Bessèges, Bezouce, Calvisson, Connaux, Fons, Générac, Le Grau-du-Roi, La Grand-Combe, Manduel, Nîmes, Pont-Saint-Esprit, Quissac, Remoulins, Roquemaure, Saint-Geniès-de-Malgoirès, Saint-Gilles, Saint-Hippolyte-du-Fort, Saint-Jean-du-Gard, Saint-Laurent-d'Aigouze, Sommières, Uzès, Vauvert, Vergèze, Le Vigan et Villeneuve-lès-Avignon.
Contrairement à son voisin l'Hérault, le Gard a en revanche compte peu de chemins de fer d’intérêt local. Hormis le très court et éphémère tramway d'Aigues-Vives - Gare à Aigues-Vives - Bourg, le Gard n'a été desservi que par deux lignes métriques des Chemins de fer de Camargue, ouvertes en 1901-1902 et fermées en 1949-1951.
La ligne de Tarascon à Sète-Ville est électrifiée en 1947 par la jeune SNCF, tandis que de nombreuses lignes secondaires sont fermées dans l'arrière-pays.
La gare de Nîmes est desservie par le TGV dès 1982, mais les trains ne circulent à grande vitesse que de Paris à Lyon. En 2000, l'ouverture de la LGV Méditerranée permet de relier Paris à Nîmes en 2 h 55, grâce à une succession de lignes à grande vitesse reliant presque de bout en bout les deux agglomérations. Enfin, en 2017-2018, le contournement ferroviaire de Nîmes et de Montpellier permet de désaturer la ligne classique ; la gare de Nîmes-Pont-du-Gard ouvre en 2019.
La volonté de développer le service TER se traduit par l'ouverture d'un raccordement direct en 2013 entre la gare de Nîmes et la ligne d'Alès et la réouverture partielle en 2022 de la ligne de la rive droite du Rhône entre Avignon et Pont-Saint-Esprit.
|                                             |
| Le réseau ferroviaire à son apogée en 1930. |

|                                     |
| Le réseau ferroviaire de nos jours. |

|                                                    |
| Carte animée de l’évolution du réseau ferroviaire. |

### Situation actuelle

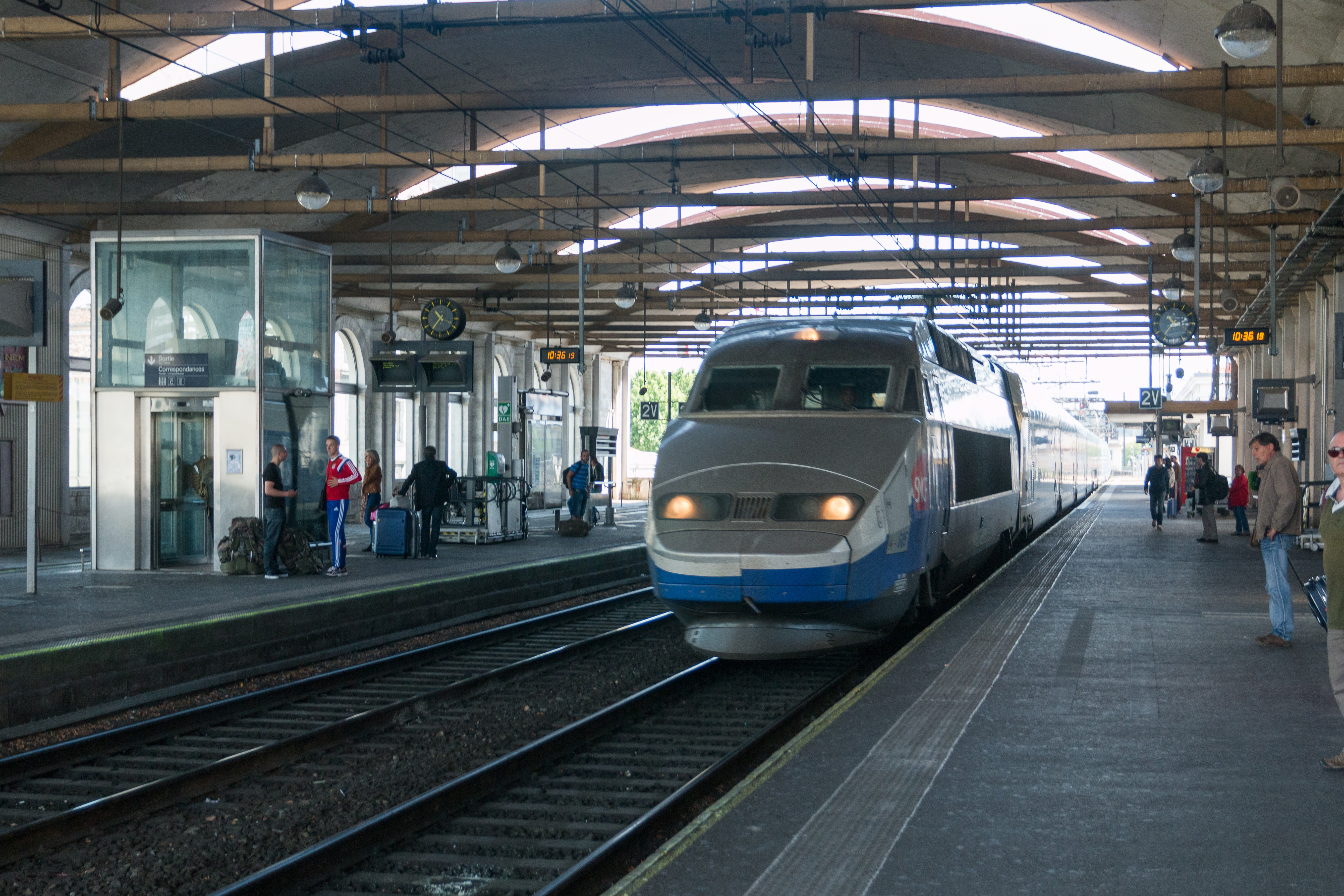
Une rame TGV Duplex entre en gare de Nîmes en 2014.

La principale gare de voyageurs du département est la gare de Nîmes, avec une fréquentation annuelle de 3 586 000 voyageurs en 2019 ; la gare d'Alès suit, avec 434 000 voyageurs en 2019,.
La ligne de Tarascon à Sète-Ville, à double voie électrifiée, était jusqu'en 1999 le principal axe ferroviaire du département pour les trains de voyageurs : il reste l'axe essentiel pour le trafic TER Occitanie (liO) et Intercités (Bordeaux-Marseille). Mais depuis l'ouverture en 2000 de la LGV Méditerranée puis en 2018 du contournement ferroviaire de Nîmes et de Montpellier (qui forment officiellement ensemble la ligne des Angles à Lattes (LGV)), une partie du trafic des trains à grande vitesse (TGV inOui et Ouigo) a été détourné par ces nouvelles lignes. Ces trains à grande vitesse relient notamment Paris à Montpellier (certains sont prolongés jusqu'à Perpignan ou Barcelone), Toulouse à Lyon et Montpellier au nord-est de la France, en desservant quasi-systématiquement la gare de Nîmes ou la gare de Nîmes-Pont-du-Gard.
La ligne de Givors-Canal à Grezan, dite ligne de la rive droite du Rhône, est principalement affectée au trafic de fret, mais elle a été en partie rouverte au trafic des voyageurs en 2022 entre Avignon et Pont-Saint-Esprit.
La ligne de Saint-Germain-des-Fossés à Nîmes-Courbessac et la ligne de Saint-Césaire au Grau-du-Roi, non-électrifiées, sont principalement dévolues au trafic TER Occitanie (liO). La première supporte un trafic important et est à double voie entre Alès et Nîmes uniquement ; au nord d'Alès, elle est à voie unique, comme la seconde.

## Transport maritime
Port-Camargue, situé au Grau-du-Roi sur la courte façade maritime du département, est le plus grand port de plaisance d'Europe avec 5000 emplacements, créé dans le cadre du programme d'aménagement touristique du littoral languedocien dans les années 1960.

## Transport fluvial
Le canal du Rhône à Sète traverse le sud du département. Grâce à son gabarit assez important (classe IV CEMT), il a un trafic commercial significatif. Près de Saint-Gilles, l'itinéraire principal rejoint le Petit Rhône ; l'embranchement de Beaucaire est lui à gabarit réduit (classe 0).
À la frontière des départements du Vaucluse et des Bouches-du-Rhône, le Rhône, canalisé à grand gabarit (classe V CEMT), accueille un important trafic commercial.

## Transport aérien
L'aéroport de Nîmes-Garons est relié par la compagnie à bas coût Ryanair à une demi-douzaine de destinations européennes et méditerranéennes.
Le département est équipé de plusieurs aérodromes principalement destinés à l'aviation de loisirs et de tourisme : Alès-Cévennes, La Grand'Combe, Nîmes-Courbessac et Uzès.

## Transports en commun urbains et périurbains

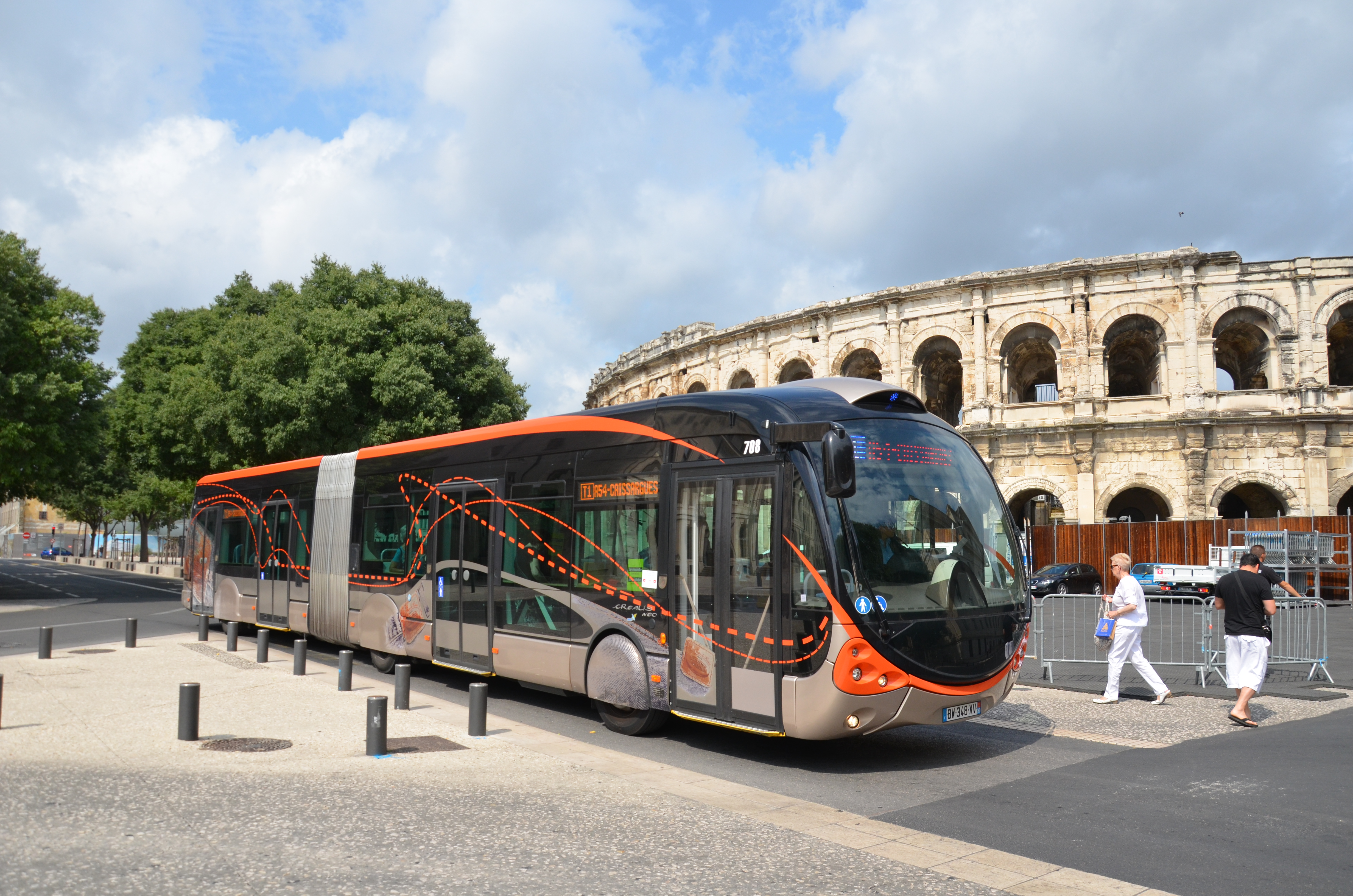
Un véhicule Irisbus Crealis de la ligne T1 du bus à haut niveau de service de Nîmes (Tram'Bus), devant les Arènes de Nîmes.

Nîmes Métropole, le Syndicat mixte des transports publics du bassin d'Alès, la communauté d'agglomération du Gard rhodanien et le Grand Avignon (qui compte sept communes dans le Gard) sont autorités organisatrices de la mobilité sur leur territoire et organisent des services de transport dans leur ressort territorial. 
Le réseau Tango ! (Nîmes) compte une quarantaine de lignes régulières d'autobus urbaines et périurbaines, dont quatre lignes de bus à haut niveau de service baptisées Tram'Bus, et du transport à la demande. Le tramway de Nîmes, d'abord hippomobile puis électrique, a desservi la ville de 1880 à 1951.
Le réseau Ales'y dessert près d'une centaine de communes dans la région d'Alès, par des autobus urbains, des autocars interurbains et du transport à la demande.
Le réseau Uggo dessert le Gard rhodanien à partir des deux agglomérations de Pont-Saint-Esprit et Bagnols-sur-Cèze.
Enfin, certaines lignes du réseau Orizo (Avignon) desservent la partie gardoise de cette agglomération, dont deux lignes de bus à haut niveau de service (Chron'hop).

## Modes actifs
Le département est traversé par plusieurs voies vertes, véloroutes et sentiers de grande randonnée.